# Spokil
Spokil este o limba artificială creată de către francezul Adolphe Nicolas.
În timpul anilor 1880, limba artificială cea mai populară era, fără îndoială, Volapük. După un timp de
succes scurt, și cu apariția limbii esperanto, un rival mai practic și ușor de învațat, prezintat în 1887, provoacă
o scindare rapidă în mișcarea volapukista și mulți dintre cei care o au sprijinit, s-au mers în rândul lui esperanto.
Deci, mulți volapukiști voiau să reformeze limba, dar, cu vina creatorului ei, Johann Martin Schleyer, și a intransigenței lui 
a făcut numeroase schisme care au provocat apariția unor limbi numiți "volapükizi", precum "limba Neutrală" și Spokil.

## Istorie
Spokilul a fost creația unui medic francez născut în La Bourboule, Adolphe Charles Antoine Marie Nicolas (1833-?).
Fostul susținător al Volapukului, a început să construiască spokilul în 1890. În 1904 a publicat o carte întitulată: Spokil, limba internațională. Gramatica, exerciții, cei doi dicționarele. 
La conferința de Paris de la iunie 1907 și convocată de Couturat, Nicolas  a fost permis să-și apere  limba lui, printre celelalte limbile despre care s-a discutat la conferința, erau limba Parla, 
limba Bolak, limba Neutrală, limba esperanto și limba Ido, care a fost prezentată pentru prima dată la această întâlnire.
Spokilul nu a găsit niciodată un sprijin mare, iar astazi este în mare parte uitată.
La fel ca și Volapük, spokil este considerat un amestec hibrid de limbă a priori și a posteriori. Unii autori, printre care Nicolas el însuși, o văd ca o pură limbă a priori.

## Exemplu de text
Rugăciunea Domnului:
Mael nio, kui vai o les zeal;
Aepseno lezai tio mita.
Veze lezai tio tsaeleda.
Feleno lezai tio bela,:uti o zeal itu o geol.
Demai da ni itu ebilai da gelenelas nio.
E no apidai ni o fismena
Stu nibai ni le sfail.

- Eu vorbesc Spokil= Mi espai Spokil.
- Ea nu are timp astazi= El no dai aza zaiu.
- Tu știi unde este cartea mea?  Sai ti, go vai mio grul?
- Aceasta este mașina mea = Lu vai mio piumilla.

Numerele 1-10:
- ba, ge, di, vo, mu, fa, te, ki, po, nu.